# Crew Dragon PAT
La Prueba de Aborto de Plataforma (oficialmente conocida como SpaceX Pad Abort Test o Crew Dragon Pad Abort Test) fue una prueba realizada por SpaceX el 6 de mayo de 2015 desde el Complejo de Lanzamiento Espacial 40 en la Estación de la Fuerza Aérea de Cabo Cañaveral, Florida. Como parte del Desarrollo del Programa de Tripulación Comercial, la prueba demostró la capacidad del sistema de escape de la nave, verificando los ocho propulsores SuperDraco montados en los laterales. Fue el primero de dos vuelos de prueba realizados por SpaceX para certificar el sistema de aborto.

## Historia
El vuelo era una de las cuatro pruebas dentro del contrato recibido por SpaceX en 2012. La cápsula tenía 270 sensores y un maniquí de pruebas así como peso simulando un lanzamiento con tripulación.
El vehículo despegó sobre las 13:00 del 6 de mayo de 2015 UTC. Tras alcanzar una altura máxima de 1187 metros un poco menor de la esperada; la cápsula eyectó el compartimento de carga habiendo pasado 21 segundos desde el lanzamiento. Después se desplegaron todos los paracaídas en la secuencia y momentos esperados, con el vehículo amerizando de forma segura en el Océano Atlántico 99 segundos después del lanzamiento, 8 antes de lo esperado. El amerizaje se produjo más cerca de la costa respecto a los 2,3 kilómetros esperados. Aunque el vuelo no se vio afectado y se cumplieron los objetivos, se detectó un problema en la mezcla de combustible de uno de los ocho motores que fue la causa de las desviaciones durante la misión.
Estaba planeado que la cápsula C200, conocida como DragonFly, fuese usada en la Prueba de Aborto en Vuelo pero debido a que se habían realizado cambios en el diseño finalmente se utilizaría la cápsula que realizó la Demo-1. Tras el accidente que destruyó esa cápsula pasó a ser la destinada a la Demo-2 la que finalmente realizaría la prueba.